# Mehdi-Selim Khelifi
Mehdi-Selim Khelifi (ar. فمهدي سليم خليفي Mahdi Salim Khalifi; ur. 1 września 1992 r. w Prades) – algierski biegacz narciarski, olimpijczyk. Jedyny reprezentant Algierii na Zimowych Igrzyskach Olimpijskich 2010 w Vancouver.
Swoją karierę rozpoczął w grudniu 2009 roku. Dotychczas, poza startem na igrzyskach, występował jedynie w zawodach niższej rangi, organizowanych przez Międzynarodową Federację Narciarską, oraz zawodach juniorskich. W Pucharze Świata zadebiutował 16 lutego 2013 w Davos w sprincie stylem klasycznym gdzie zajął ostatnie 72. miejsce.. Uczestnik Zimowych Igrzysk Olimpijskich 2010 w Vancouver. W biegu indywidualnym stylem dowolnym na 15 km zajął 84. miejsce wśród 95 sklasyfikowanych zawodników.

## Osiągnięcia

### Igrzyska olimpijskie
| Miejsce | Dzień     | Rok  | Miejscowość | Konkurencja        | Czas biegu  | Strata      | Zwycięzca     |
| ------- | --------- | ---- | ----------- | ------------------ | ----------- | ----------- | ------------- |
| 84.     | 15 lutego | 2010 | Vancouver   | 15 km st. dowolnym | 33:36,3 min | +8:02.2 min | Dario Cologna |

### Puchar Świata

#### Miejsca w klasyfikacji generalnej
| Sezon     | Miejsce           |
| --------- | ----------------- |
| 2012/2013 | niesklasyfikowany |

#### Miejsca na podium
Khelifi nigdy nie stał na podium indywidualnych zawodów Pucharu Świata.

#### Miejsca w poszczególnych konkursachPucharu Świata
stan po zakończeniu sezonu 2012/2013
| Gällivare 24.11                                                                        | Ruka 30.11 | Ruka 1.12 | Ruka 2.12 | Nordic Opening | Quebec 8.12 | Canmore 13.12 | Canmore 15.12 | Canmore 16.12 | Oberhof 29.12 | Oberhof 30.12 | Münstertal 1.01 | Tobalch 3.01 | Tobalch 4.01 | Val di Fiemme 5.01 | Val di Fiemme 6.01 | TdS | Liberec 12.01 | Clusaz 19.01 | Soczi 1.02 | Soczi 2.02 | Davos 16.02 | Davos 17.02 | Lahti 9.03 | Lahti 10.03 | Drammen 13.03 | Oslo 17.03 | Sztokholm 20.03 | Falun 22.03 | Falun 23.03 | Falun 24.03 | Finał PŚ 16-20.03 | punkty | punkty | punkty | punkty | punkty | punkty | punkty | punkty | punkty | punkty | punkty | punkty | punkty | punkty |
| -                                                                                      | -          | -         | -         | -              | -           | -             | -             | -             | -             | -             | -               | -            | -            | -                  | -                  | -   | -             | -            | -          | -          | 72          | 86          | -          | -           | -             | -          | -               | -           | -           | -           | -                 | 0      | 0      | 0      | 0      | 0      | 0      | 0      | 0      | 0      | 0      | 0      | 0      | 0      | 0      |
| Legenda                                                                                |            |           |           |                |             |               |               |               |               |               |                 |              |              |                    |                    |     |               |              |            |            |             |             |            |             |               |            |                 |             |             |             |                   |        |        |        |        |        |        |        |        |        |        |        |        |        |        |
| 1 2 3 4-10 11-30 31-100 Dyskwalifikacja - – zawodnik nie wystartował TdS – Tour de Ski |            |           |           |                |             |               |               |               |               |               |                 |              |              |                    |                    |     |               |              |            |            |             |             |            |             |               |            |                 |             |             |             |                   |        |        |        |        |        |        |        |        |        |        |        |        |        |        |